# Matteo Gabbia
Matteo Gabbia est un footballeur italien né le 21 octobre 1999 à Busto Arsizio. Il joue au poste de défenseur à l'AC Milan.

## Biographie

### En club
Formé à l'AC Milan, il joue son premier match avec les seniors le 24 août 2017, en Ligue Europa, contre le KF Shkëndija, en entrant à la (73') à la place de Manuel Locatelli.
Le 31 août 2018, il part en prêt à l'AS Lucchese.

### En sélection
Avec les moins de 17 ans, il participe au championnat d'Europe des moins de 17 ans en 2016. Lors de cette compétition, il joue trois matchs. L'Italie enregistre une seule victoire, contre la Serbie.
Avec les moins de 18 ans, il est l'auteur d'un doublé lors d'un match amical contre Israël en septembre 2016.
Avec les moins de 19 ans, il inscrit un nouveau doublé contre la Suède en octobre 2017, lors des éliminatoires du championnat d'Europe des moins de 19 ans. Il participe ensuite à la phase finale du championnat d'Europe des moins de 19 ans en 2018. Lors de cette compétition, il joue deux matchs. L'Italie s'incline en finale face au Portugal après prolongation.
Par la suite, avec les moins de 20 ans, il dispute la Coupe du monde des moins de 20 ans en 2019. Lors du mondial junior organisé en Pologne, il est titulaire et joue sept matchs. Il officie comme capitaine lors de la "petite finale" contre l'Équateur. L'Italie se classe quatrième du mondial.

## Statistiques
| Saison                | Club                  | Championnat           | Championnat | Championnat | Championnat | Coupe(s) nationale(s) | Coupe(s) nationale(s) | Coupe(s) nationale(s) | Supercoupe | Supercoupe | Supercoupe | Compétition(s) continentale(s) | Compétition(s) continentale(s) | Compétition(s) continentale(s) | Compétition(s) continentale(s) | Total | Total | Total |
| Saison                | Club                  | Division              | M.          | B.          | P.d.        | M.                    | B.                    | P.d.                  | M.         | B.         | P.d.       | Comp.                          | M.                             | B.                             | P.d.                           | M.    | B.    | P.d.  |
| 2018-2019             | AS Lucchese (prêt)    | Serie C               | 30          | 1           | 0           | -                     | -                     | -                     | -          | -          | -          | -                              | -                              | -                              | -                              | 30    | 1     | 0     |
| 2017-2018             | AC Milan              | Serie A               | -           | -           | -           | -                     | -                     | -                     | -          | -          | -          | C3                             | 1                              | 0                              | 0                              | 1     | 0     | 0     |
| 2019-2020             | AC Milan              | Serie A               | 9           | 0           | 0           | 1                     | 0                     | 0                     | -          | -          | -          | -                              | -                              | -                              | -                              | 10    | 0     | 0     |
| 2020-2021             | AC Milan              | Serie A               | 8           | 0           | 0           | -                     | -                     | -                     | -          | -          | -          | C3                             | 5                              | 0                              | 0                              | 13    | 0     | 0     |
| 2021-2022             | AC Milan              | Serie A               | 8           | 0           | 0           | 2                     | 0                     | 0                     | -          | -          | -          | C1                             | -                              | -                              | -                              | 10    | 0     | 0     |
| 2022-2023             | AC Milan              | Serie A               | 12          | 0           | 0           | 1                     | 0                     | 0                     | -          | -          | -          | C1                             | 4                              | 1                              | 0                              | 17    | 1     | 0     |
| 2023-2024             | AC Milan              | Serie A               | 18          | 2           | 0           | 1                     | 0                     | 0                     | -          | -          | -          | C3                             | 6                              | 1                              | 0                              | 25    | 3     | 0     |
| 2024-2025             | AC Milan              | Serie A               | 26          | 2           | 0           | 3                     | 0                     | 0                     | 1          | 0          | 0          | C1                             | 6                              | 0                              | 0                              | 36    | 2     | 0     |
| 2025-2026             | AC Milan              | Serie A               | -           | -           | -           | 1                     | 0                     | 0                     | -          | -          | -          | -                              | -                              | -                              | -                              | 1     | 0     | 0     |
| Sous-total            | Sous-total            | Sous-total            | 81          | 4           | 0           | 9                     | 0                     | 0                     | 1          | 0          | 0          | -                              | 22                             | 2                              | 0                              | 113   | 6     | 0     |
| 2023-2024             | Villarreal CF (prêt)  | Liga                  | 7           | 0           | 0           | -                     | -                     | -                     | -          | -          | -          | C3                             | 6                              | 0                              | 0                              | 13    | 0     | 0     |
| Total sur la carrière | Total sur la carrière | Total sur la carrière | 118         | 4           | 0           | 9                     | 0                     | 0                     | 1          | 0          | 0          | -                              | 28                             | 2                              | 0                              | 156   | 6     | 0     |

## Palmarès

### En club
AC Milan
- Championnat d'Italie :
  - Champion : 2022
- Supercoupe d'Italie :
  - Vainqueur : 2024
  - Finaliste : 2022

- Finaliste du championnat d'Europe des moins de 19 ans en 2018 avec l'équipe d'Italie des moins de 19 ans